# Coenagrion
Coenagrion é um género de libelinha da família Coenagrionidae.
Este género contém as seguintes espécies:
- Coenagrion aculeatum Yu & Bu, 2007
- Coenagrion armatum (Charpentier, 1840)[2] or Dark Bluet[3]
- Coenagrion angulatum Walker, 1912[4]
- Coenagrion australocaspicum Dumont & Heidari, 1996
- Coenagrion caerulescens (Fonscolombe, 1838)[3]
- Coenagrion chusanicum Navás, 1933
- Coenagrion dorothaea Fourcroy, 1785
- Coenagrion ecornutum (Selys, 1872)
- Coenagrion exclamationis (Fraser, 1919)
- Coenagrion glaciale (Selys, 1872)
- Coenagrion hastulatum Charpentier, 1825[2][3]
- Coenagrion holdereri (Förster, 1900)
- Coenagrion hylas (Trybom, 1889)[3]
- Coenagrion intermedium Lohmann, 1990[3]
- Coenagrion interrogatum (Hagen in Selys, 1876)[4]
- Coenagrion johanssoni (Wallengren, 1894)[3]
- Coenagrion lanceolatum (Selys, 1872)
- Coenagrion lunulatum (Charpentier, 1840)[2][3]
- Coenagrion lyelli (Tillyard, 1913)[5]
- Coenagrion melanoproctum (Selys, 1876)
- Coenagrion mercuriale (Charpentier, 1840)[2][3]
- Coenagrion ornatum (Selys, 1850)[3]
- Coenagrion persicum Lohmann, 1993
- Coenagrion ponticum (Bartenef, 1929)
- Coenagrion puella (Linnaeus, 1758)[2]
- Coenagrion pulchellum (Van der Linden, 1823)[2]
- Coenagrion resolutum (Hagen in Selys, 1876)[4]
- Coenagrion scitulum (Rambur, 1842)[2][6]
- Coenagrion syriacum (Morton, 1924)[7]
- Coenagrion terue (Asahina, 1949)